# Clive Granger
Sir Clive William John Granger (n. 4 septembrie 1934, Swansea, Țara Galilor, Regatul Unit – d. 27 mai 2009, La Jolla, California, SUA) este un economist britanic, laureat al Premiului Nobel pentru economie în anul 2003.